# Forçats d'honneur
Pour plus de détails, voir Fiche technique et Distribution.
Forçats d'honneur est un film belge réalisé par Georges Lust et Émile-Georges De Meyst, sorti en 1946.

## Synopsis
En 1944, des résistants belges emprisonnés doivent être déportés au camp de concentration de Buchenwald. Ils décident d'organiser une mutinerie.

## Fiche technique
- Titre : Forçats d'honneur
- Titre original : Le Chemin de Buchenwald
- Réalisation : Georges Lust et Émile-Georges De Meyst
- Scénario : Herman Closson
- Dialogues : René Herdé
- Photographie : Paul De Fru, Maurice Delattre et Jacques Wyseur
- Son : René Aubinet
- Montage : Jef Bruyninckx
- Musique : Robert Pottier
- Production : Probeldis
- Pays d'origine :  Belgique
- Genre : Guerre
- Durée : 106 minutes
- Date de sortie : 23 août 1946

## Distribution
- René Herdé
- André Gevrey
- Marcel Josz
- Joseph Gevers
- Werner Degan
- Hubert Daix
- Claude Étienne
- Maurice Auzat
- Anne-Marie Ferrières
- Sylviane Ramboux
- Myriam De Coune
- Jules Ghaye